# خونتا د تراسلالما
خونتا د تراسلالما (به اسپانیایی: Junta de Traslaloma) یک شهرستان در اسپانیا است.